# Santiago de Huamán
Santiago de Huamán, conocido comúnmente como Huamán, es una localidad peruana del distrito de Víctor Larco Herrera, ubicado en la provincia de Trujillo en el departamento de La Libertad. Es parte de la conurbación de la ciudad de Trujillo y se ubica al Oeste de la ciudad. Actualmente sus principales atractivos turísticos son su iglesia, la única de estilo barroco mestizo en el Norte peruano, y las fiestas patronales que se celebran en el mes de mayo o junio. 
Antiguamente la iglesia de Santiago de Huamán, estuvo advocada a la Virgen de la Merced, a cargo de los frailes mercedarios. El edificio, levantado a comienzos del siglo XVII, es sin lugar a discusión el templo católico en pie más antiguo de Trujillo.
Cuenta con una iglesia antigua, en la cual se veneran las imágenes del Señor de Huamán y del Señor del Mar, patronos del pueblo. Todos los años en el mes de mayo o junio, sus pobladores realizan una fiesta en honor a estas imágenes, a la cual acuden turistas de diversos puntos del país.

## Festividades
- Fiestas patronales del Señor del Mar, esta celebración llega tras culminar la festividad del Señor de Huamán patrono también del pueblo tradicional de  Huamán. Se celebra todos los años en el mes de junio, sus pobladores realizan una fiesta, a la cual acuden turistas de diversos puntos del país. En la actualidad puede resultar curioso que Huamán celebre al Señor del Mar, uniéndose a los pescadores de Huanchaco que siempre lo festejaron. Pero sucede que hace un par de siglos Huamán también tenía calas de pesca. En la festividad celebrada en junio se tiene lugar una solemne bajada del Señor del Mar, iniciando así las fiestas que culminan el domingo 7de junio, con el día central que incluye diversos eventos como por ejemplo un desayuno para niños, la tradicional maratón, que cada año supera el número y la calidad de sus participantes, etc.[4]

- Fiestas patronales del Señor de Huamán

El origen de esta tradición data de hace más 300 años. Es una festividad religiosa que concita el interés de fieles y turistas que acuden al histórico templo del pueblo de Santiago de Huamán. La celebración de la festividad se realiza desde 13 hasta el 27 mayo en honor al Señor de Huamán, patrono del sector de Huamán, en el distrito de Víctor Larco; se realizan novenas, Santo Rosario y confesiones ofrecidas por sus fieles devotos. Las celebraciones también incluyen mañanas y tardes deportivas. El día central, el 26 o 27 de mayo se realiza quema de 21 camaretazos, izamiento de pabellón, solemne misa de fiesta que es presidida por el arzobispo de Trujillo; también se realiza una procesión de la sagrada imagen y entrada a su parroquia con banda de músicos y bandas típicas. Según la tradición, un domingo unos pescadores se dirigieron a los totorales de la playa vieja conocida como “La Bocana” y encontraron tres baúles que sacaron pesadamente hasta la orilla. En uno de los baúles descubrieron ropas de cura, en el segundo ropas de santo y en el tercer baúl la imagen del Señor en partes. Trasladaron todo al pueblo donde armaron y vistieron la sagrada imagen. Uno de los hombres de mar al despertar exclamó ¡Señor de Huamán, sálvanos! y le pusieron ese nombre. El obispo de Trujillo al conocer el hallazgo mandó construir una capilla en el lugar del descubrimiento pero apareció destruido. Lo volvieron a rehacer más allá pero también fue destruido, luego los nativos y pescadores decidieron construirla en el pueblo de Huamán, siendo la primera iglesia de La Libertad de bello estilo barroco mestizo.
También se han celebrado eventos de belleza como el Miss Internacional La Libertad y presentaciones de eventos culturales.
|                                                         |
| Miss International Perú en La Plaza principal de Huamán |

|                                  |
| Presentación de caballos de paso |

|                                  |
| Modelos en el Miss international |

|                                          |
| Miss Huánuco en la Plaza mayor de Huamán |